# Piercia ceres
Piercia ceres là một loài bướm đêm trong họ Geometridae.